# Hubertus Knabe
Hubertus Knabe, född 19 juli 1959 i Unna, är en tysk historiker och forskare med huvudinriktning på SED-diktaturen.
Under 1990-talet var han verksam inom den statliga forskningsmyndighet som inrättades för att förvalta Stasis arkiv. Knabe anser att DDR-nostalgin och den utveckling av synen på DDR-verkligheten som sker, att gränserna för vad som får sägas och inte, är i kombination farlig och att man ska använda samma måttstock gentemot DDR som man har mot nazisterna. Han säger också att var och en i Tyskland kan promenera runt med DDR-statens symboler, rättfärdiga massmorden i GULAG eller håna offren vid minnesplatserna. Knabe framhåller att de ansvariga för förföljelser och mord begångna av statsanställda i DDR behandlats synnerligen milt av den tyska rättsapparaten. Han konstaterar att en enda av 19 000 Stasi-anställda har avtjänat fängelsestraff för brott begångna före kommunistdikaturens fall.

## Skrifter
- Aufbruch in eine andere DDR. Reformer und Oppositionelle zur Zukunft ihres Landes. Rowohlt, Reinbek 1989, ISBN 3-499-12607-9
- Umweltkonflikte im Sozialismus. Möglichkeiten und Grenzen gesellschaftlicher Problemartikulation in sozialistischen Systemen. Eine vergleichende Analyse der Umweltdiskussion in der DDR und Ungarn. Verlag Wissenschaft und Politik, Köln 1993, ISBN 3-8046-8791-1
- West-Arbeit des MfS. Das Zusammenspiel von „Aufklärung“ und „Abwehr“. Ch. Links Verlag, Berlin 1999, ISBN 3-86153-182-8
- Die unterwanderte Republik. Stasi im Westen. Propyläen, Berlin 1999. Taschenbuchausgabe: ISBN 3-548-36284-2
- Der diskrete Charme der DDR. Stasi und Westmedien. Propyläen, Berlin 2001. Taschenbuchausgabe: ISBN 3-548-36389-X
- 17. Juni 1953. Ein deutscher Aufstand. Propyläen, Berlin 2003, ISBN 3-549-07182-5
- Stätten der DDR-Diktatur. Gedenkstätte Berlin-Hohenschönhausen, Forschungs- und Gedenkstätte Normannenstraße, AlliiertenMuseum, Deutsch-Russisches Museum Karlshorst, Erinnerungsstätte Notaufnahmelager Marienfelde, Gedenkstätte Berliner Mauer, Museum Haus am Checkpoint Charlie u.a.. Jaron, Berlin 2004, ISBN 3-89773-225-4
- Der verbotene Stadtteil. Stasi-Sperrbezirk Berlin-Hohenschönhausen. Jaron, Berlin 2005, ISBN 3-89773-506-7 (tillsammans med Peter Erler)
- Tag der Befreiung? Das Kriegsende in Ostdeutschland. Propyläen, Berlin 2005, ISBN 3-549-07245-7
- Gärningsmännen finns ibland oss, (tyska:Die Täter sind unter uns. Über das Schönreden der SED-Diktatur). Propyläen, Berlin 2007, ISBN 978-3-549-07302-5